# Atriplex stocksii
Atriplex stocksii là loài thực vật có hoa thuộc họ Dền. Loài này được Boiss. mô tả khoa học đầu tiên năm 1859.